# ゲルショッカー
ゲルショッカーは、特撮テレビドラマシリーズ「仮面ライダーシリーズ」の作品に登場する架空の組織である。

## 概要
『仮面ライダー』第80話 - 第98話に登場。たび重なる失態を経て自身の組織・ショッカーを見限ったショッカー首領が、アフリカ奥地を拠点とする密教集団ゲルダム団とショッカーを併合させ、再編成した新組織。名目上では併合となっているが、結成時にはショッカー戦闘員を掃討する残党狩りが行われている。第80話や第81話ではゲルダムショッカーとも呼ばれている。
ショッカー以上の科学力と戦力を誇り、ブラック将軍いわく「日本征服のためには殺戮、暴動、破壊、あらゆる悪の限りを尽くす」者たちで占められている。ショッカーの野望を数多く潰えさせてきた仮面ライダー1号・2号も、ゲルショッカーには苦戦を強いられることが多くなった。怪人はショッカーとは異なり2種類の昆虫や動植物を合成させた合成改造人間であり、戦闘員もショッカー戦闘員より強化されている。
シンボルマークは、ショッカーのシンボルであるワシにゲルダム団のシンボルであるヘビが絡みついた意匠となっている。
なお、後年の平成仮面ライダーシリーズにおいては、原典ではゲルショッカーに属する存在であってもショッカーとして扱われる傾向が強い。それらについては、ショッカー#平成仮面ライダーシリーズ関連作品を参照。
創作経緯
最初期案では地獄大使の後任にはショッカー第4の幹部「千面鬼」が予定されていたが、より大胆な番組内容刷新案が求められた結果、新組織「ブラック」の登場が企画されるようになった。その後、新組織の名称はいったん「ゴーストショッカー」に決まり、一部の脚本でもこの名称が用いられ、第80話のサブタイトルも一部新聞では「ゴーストショッカー出現！ 仮面ライダー最後の日!!」と記されている。しかし、第41話に登場したショッカー怪人「ゴースター」や漫画・アニメ『サイボーグ009』の敵組織「黒い幽霊」（ブラックゴースト）との重複を避けるため、最終的にゲルショッカーと変更された。
劇中では名称の由来を「ゲルダム + ショッカー = ゲルショッカー」としているが、実際の「ゲルダム」という名称は「ゲルショッカー」の後に考案されたものである。命名した東映プロデューサーの阿部征司は、「ゲルダム」という単語は語感から命名したもので、意味はないと述べている。
シンボルマークのデザインは、美術担当の高橋章が手がけた。

## テレビシリーズでのゲルショッカー
ショッカー末期から暗躍しており、地獄大使の死亡後に本格的な活動を開始する。第80話で生き残っていたショッカー戦闘員をガニコウモルとゲルショッカー戦闘員に全員粛清させ、組織の実権は実質的に旧ゲルダム団が奪取した。
最終決戦で、かつて倒された怪人たちを復活させて一気に日本征服を企むものの失敗し、ブラック将軍と再生怪人軍団たちも1号・2号によって倒される。浜名湖の近くに所在する浜名湖パルパルのアジトを急襲された首領も自爆して組織は壊滅するが、首領は逃げ延びており、次作『仮面ライダーV3』で新組織デストロンを結成させる。

### 組織構成
ゲルショッカー首領
ゲルショッカーを組織した存在。

ブラック将軍
ゲルショッカー日本支部大幹部。ブラック将軍の節を参照。
ショッカーライダー
仮面ライダー1号や仮面ライダー2号のデータから作り出された悪の仮面ライダー6体。

ゲルショッカー怪人
怪人の節を参照。
ゲルショッカー戦闘員
戦闘員の節を参照。

### ブラック将軍
第80話 - 第98話に登場。
ゲルショッカー日本支部を指揮する唯一の最高幹部。ヨーロッパ風の軍服と兜（オープンヘルム）を着用している。冷静沈着であまり表情を変えないが、会話時に唇の片端を上げる癖がある。
鋭利なサーベルが武器とする資料もあるが、劇中ではもっぱら指揮杖（スティック）を手にしている。初登場時の第80話のみ左手にドリルを着けており、その威力は仮面ライダー1号の身体をも貫くとされるが、結団式以降は取り外している。また、瞬間移動も可能である。
ゲルショッカー結成時に旧ショッカー構成員を虐殺して仮面ライダー新1号と滝和也をおびき寄せる罠を画策し、着任早々から冷酷な策略家ぶりを見せつける。実際に指揮・作戦立案能力は高く、その後も数々の大規模な作戦を実行していく。自らの作戦には絶大な自信を持っており、細部に渡って指示を出して厳重な指揮を執る。ショッカー怪人以上の能力を持つ強化怪人を采配して新1号を何度も追いつめ、首領の正体に関するデータテープをめぐる作戦ではショッカーライダー6体と新型怪人3体を投入し、さらに2段構え3段構えの作戦をもって指揮能力の高さを見せつける。また、初戦で任務を完遂できなかった怪人については、弱さを理由に処刑を主張する首領をなだめ、強化改造を加えて再出撃させるなど、柔軟な運用も行う。
最後は怪人ヒルカメレオンに変身して自らも改造人間であることを明かし、再生怪人軍団を指揮しながら1号・2号と戦うが敗れ、「我が偉大なる首領に栄光あれ！」と叫んで爆死する。冷酷な性格だったが私情を挟まなかった気高い信念は、1号・2号をして「それぞれ勇敢だった」と言わしめる。また、イノカブトンからは「将軍は立派だった」と称賛されており、非情ながらも配下には人望があったとも考えられる。
- 演 - 丹羽又三郎
- 企画段階での名称は「ドグマ元帥」だったが、テレビアニメ『正義を愛する者 月光仮面』の「ドグマ博士」との重複を避けるため、ゲルショッカーの最初期の仮称である「ブラック」がキャラクター名に転用された[10]。
- デザインを担当した高橋章は、後年に自身のデザイン画を見て「やる気がなかったのがわかる」と称している[20]。
- 第86話の脚本では最終決戦には登場していなかったが、スタッフやキャストの懇親を兼ねたロケであったため、担当俳優の丹羽も同行しており、出番も急遽追加された[21]。

ヒルカメレオン
演（囚人） - 東龍明 / 声 - 辻村真人 / スーツアクター - 滑川広志
第97話・第98話に登場。
ヒルとカメレオンをモチーフとする。当初はブラック将軍の正体であることを隠し、腹話術で彼の声を出している。右手と体表にある突起で人間の血を吸い、その血で怪人を蘇生させる能力や、保護色で姿を消す能力を持つ。吸血ヒルを操る。左手はハサミになっている。
怪人を再生させて大攻勢に備えることを任務とし、それに必要な人間の血液を集める。第97話では、アベックを襲って吸血した血液でガニコウモルを再生させると、保護色で姿を隠しながら仮面ライダー新1号との戦いの様子をカメラに収めて映像を分析し、新1号の変身を阻止する装置をディー博士に開発させる。その後、脱走囚の1人に成り代わって本郷猛の自宅へ現れ、ゲルショッカーからの脱走者がいることを印象づけた後、脱走囚の姿となって本郷に助けを乞う。本郷と滝をアジトへ案内し、入り口に残った滝を襲って吸血すると、本郷を絶対零度の罠にかけ、捕らえていた滝と立花藤兵衛らの血液を怪人再生のために使おうとする。
第98話では、動けない本郷の前でユリから吸血するところを仮面ライダー新2号に阻止され、アジトもろとも爆弾で吹き飛ばそうとしたものの失敗し、新1号と新2号に捕らえられる。ブラック将軍が指定したパルパル遊園地の怪人展示館へ連れてこられると、正体を明かして再生怪人軍団を指揮する。最後は新1号・新2号との戦いの果てに保護色を看破され、ライダーダブルチョップで致命傷を負ってブラック将軍の姿に戻り、首領を賛美しつつ爆死する。
- 書籍『仮面ライダー熱闘伝』では、ゲルショッカー怪人ベスト5のうちベスト3に選ばれているが、『仮面ライダー』のトリの怪人としてはインパクトに欠けると指摘されている。

劇中未公表の設定
黒海近くの村出身の元ロシア帝国将軍で、本編で着用していたヨーロッパ風の軍服と兜は、元々在籍していたロシア帝国将軍としての軍装である。勇猛さを発揮して戦地に名を轟かせるうえ、降伏してきた敵を嬲り殺すその冷酷ぶりは各国の軍隊間で恐れられていた。
ロシア革命で帝国が崩壊した後、紆余曲折を経てアフリカの奥地で組織された密教集団ゲルダム団に招かれ、猛訓練を受けた。
胸に輝く複数の勲章は、軍人（将軍）として多くの戦功・破壊・殺戮を重ねてきたことの証である。そのうち3つは、ヨーロッパ壊滅作戦の指揮を執った際に授与された金色のもの、ベトナム秘密作戦の成功を表彰したもの、ゲルショッカーの合成怪人プランの発案を殊勲したものである。
他の作品への登場
『仮面ライダーV3』
第27話・第28話で、毒ガス兵器ギラードガンマーによる日本全滅作戦を遂行すべく、ショッカー3大幹部と共に復活。
日本全滅作戦では中国地方を担当し、ギラードガンマー用の解毒剤も用意しているドクトルGに感心する様子も見せた。最終的にはアジトと運命を共にする。
- 衣裳は『仮面ライダー』のものと同一。

映画『仮面ライダー×仮面ライダー W&ディケイド MOVIE大戦2010』
スーパーショッカーの精鋭としてヒルカメレオンが登場。ソロスパイダーと共に仮面ライダークウガ（小野寺ユウスケ）と格闘戦を繰り広げる。
映画『仮面ライダー 恐怖の地球温暖化計画』
声 - 高戸靖広
ショッカー総統配下の怪人としてヒルカメレオンが登場。
映画『オーズ・電王・オールライダー レッツゴー仮面ライダー』
演 - 福本清三
ショッカーの大幹部として、ブラック将軍が登場。1971年11月11日では、アンクが落としたセルメダルを首領に献上してショッカーグリード誕生のきっかけを作った後、メダル回収に現れたNEW電王やモモタロスと対決する。
テレビシリーズでは設定のみであったサーベルを振るい、変身前の状態でも仮面ライダーと互角に戦えるうえ、ヒルカメレオンへの変身後は周囲の背景に溶け込む擬態能力でオーズとNEW電王を翻弄する。さらに、セルメダルを奪回されたときに備えて偽物のメダルを用意しておくという周到な一面も見せる。
2011年における処刑広場の戦闘ではオーズと交戦するが、タカヘッドによって擬態を看破され、トラクローの一撃で爆死した。
- 衣装は原典と同一のデザインであり、兜とベルトには「鷲に蛇が巻きついたマーク」が飾られている。原典でのこのマークはゲルショッカーの紋章だったが、本作品でのブラック将軍はショッカー所属であるため、組織の紋章ではない。ブラック将軍が以前在籍していたゲルダム団を象徴する「蛇」とショッカーの「鷲」を組み合わせて独自に作った、パーソナルマークであるとも考えられる。

映画『平成ライダー対昭和ライダー 仮面ライダー大戦 feat.スーパー戦隊』
ヒルカメレオンの姿で、地下帝国バダンの幹部怪人として登場。仮面ライダーブレイドと戦った。
映画『スーパーヒーロー大戦GP 仮面ライダー3号』
演 - 高田延彦
『レッツゴー仮面ライダー』と同様の姿でショッカーの幹部として登場。本作品でも周到な面は健在で、立花藤兵衛（演 - 井手らっきょ）に化けて罠を張る面を見せる一方、怪人軍団たちを招集する際には演者つながりの台詞「お前たち、出てこいやー！」と叫ぶコミカルな面も見せた。透明化能力で仮面ライダーマッハと戦い、ヒートキックマッハーで倒されて爆死する。
テレビスペシャル『手裏剣戦隊ニンニンジャーVS仮面ライダードライブ』
声 - 小柳良寛（ヒルカメレオン）
映画『スーパーヒーロー大戦GP 仮面ライダー3号』のプロローグとなるテレビスペシャル。ショッカーの怪人として、ディー博士と共にショッカー首領の計画のために行動する。真実に近づいた進ノ介と天晴たちを殺すべく現れ、最終決戦時にはショッカーブルブルに加勢する。カメバズーカが倒された直後には「覚えていろ、最後に笑うのは我々だ！」と捨て台詞を吐き、逃走する。
『dビデオスペシャル 仮面ライダー4号』
声 - 小柳良寛（ヒルカメレオン）
映画『スーパーヒーロー大戦GP 仮面ライダー3号』のエピローグとなる作品。ショッカーの怪人として登場し、透明化能力で仮面ライダードライブに襲いかかるが、タイプテクニックに変身され、圧倒される。だが、死の直前に詩島剛を背後から触手で殺害し、爆死する。その後も、歴史改変の影響によってたびたび復活する。
漫画作品への登場
すがやみつる版漫画『仮面ライダー』・すがやみつる版漫画『仮面ライダーV3』
『仮面ライダー』では「ゲルショッカー怪人ガニコウモル」から「怪奇ネコヤモリ」までに登場。テレビシリーズと異なり、作戦には主力のゲルショッカー怪人の他に補佐としてショッカーの残党が参加しているケースが多い。
「ゲルショッカー怪人ガニコウモル」では、たび重なる失態によって首領に見限られたショッカーに代わってゲルダム団を率い、東京湾の船上にて地獄大使と会う。ガニコウモルを使い、地獄大使に不意打ちを食らわせるなどの狡猾な面が描かれる。
『仮面ライダーV3』では「ドクトルG最後の挑戦の巻」に登場。他の大幹部とともに怪人態（ヒルカメレオン）に変身して戦うが、ハリケーンジャイロカッターに敗れる。
『仮面ライダー11戦記』
ガイストの主幹の1人として再生される。力押しのドクトルGを軽視していた。ヒルカメレオンのデザインが変わっている。
『宇宙の11 仮面ライダー銀河大戦』
初めからヒルカメレオンの姿で登場。狼男とアポロガイストと共にライダーの行く手を阻む。今回は2号と一騎討ちを演じる。
『仮面ライダーSPIRITS』
BADANの暗闇大使によって時空魔法陣の力で復活するが、生前の記憶や自我は持っておらず、暗闇大使の傀儡となっているため、言動は生前と異なっている。再生ゲルショッカーを率い、制圧した京都府でガラオックスに「巨大建造物（京都タワー、五重の塔など）を飛ばしバダンシンドロームを誘発させる」という作戦を進めさせ、自身の能力でゲルショッカー怪人を大量再生させるために、バダンシンドロームに罹った人々から血を奪い虐殺していた。清水寺にて一文字や滝と対峙するとヒルカメレオンに変身し、2号を吸血して弱らせるが、滝の機転で保護色を破られたこととZXが五重の塔ごと突っ込んできたことにより形勢を逆転され、最期は2号とZXによるライダーダブルキックで倒された。

ゲームへの登場
『仮面ライダー 正義の系譜』
声 - 黒田崇矢（ブラック将軍）、辻村真人（ヒルカメレオン）
初代のブラック将軍を再生させたもの。同じ「ブラック」の名を冠する仮面ライダーBLACK / 南光太郎と戦う。
ヒルカメレオン転生体
一度倒され、邪眼の力で復活したもの。巨大な黄色い眼に、長いカメレオンの爪とヒルの触手を持つ。邪眼の器が仮面ライダー1号に破壊された後、仮面ライダーBLACKの前に現れ、キングストーンを奪おうとするが、突如現れたシャドームーンにサタンサーベルで倒される。
『仮面ライダー』
声 - 丹羽又三郎（ブラック将軍） / 辻村真人（ヒルカメレオン）
操作できる隠しキャラクターとして登場。ブラック将軍は名前と声のみで姿を見せないが、ヒルカメレオンは登場する。
『オール仮面ライダー ライダージェネレーション』
2作共通で雑魚怪人としてヒルカメレオンが登場。ジュダの配下や新製造怪人として複製ヒルカメレオンも登場する。
『スーパーヒーロー作戦 ダイダルの野望』
ショッカーの残党（元ショッカーの大幹部）として登場。デストロンの壊滅後にゲルショッカーを結成し、仮面ライダーと対決する。また、これ以前にゴルゴム所属の怪人としてヒルカメレオンが登場するが、これがブラック将軍本人かは不明となっている。
『スーパーヒーロージェネレーション』
声 - 高塚正也
仮面ライダーシリーズのエネミーユニットとして登場。ガラガランダ・イカデビル・ショッカーグリードと共に、ショッカーの大幹部という設定になっている。

### ゲストキャラクター
死の配達人（死亡通知配達人）
演 - 芹川洋
第87話に登場。T3号計画の暗殺対象に予告状を送る黒服の男性。本郷猛を誘いだすが、クモライオンによって仮面ライダー新1号もろとも処刑室に閉じ込められ、串刺しにされる。
ディー博士
演 - 阿良木正
第97話に登場。ゲルショッカーの科学者。仮面ライダーと再生ガニコウモルの戦いを戦闘記録映像から分析し、仮面ライダーの弱点0.5秒の隙を見抜く。その後、ディー博士のアイデアを元にした冷却装置が登場するが、それ以降は登場しない。
- 脚本には登場せず、現場処理によって創作されたキャラクターである。
- 書籍『仮面ライダー 悪の系譜』では、ネオショッカーのプロフェッサー・ドクとともに、ショッカーのハインリッヒ博士の「ライダー殺しの罠」の後継者とされている。

他作品への登場
『仮面ライダー 正義の系譜』
発電所内のノートにその名が記載されている。
『手裏剣戦隊ニンニンジャーVS仮面ライダードライブ』
演 - 岸祐二
原典では生死不明だが、本作品では死亡したと設定されており、ディー博士の細胞をスパイダー型ロイミュード089がコピーした結果、復活する。
本作品では芝居がかった口調でしゃべるほか、物語は『ニンニンジャーVSドライブ』および『仮面ライダー3号』での事件につながるように描かれている。

### 怪人
ゲルショッカーの怪人はショッカー怪人とは異なり、2種類の昆虫や動植物を合成した生物合体怪人である。2種類の昆虫や動植物の能力を持ち合わせており、ショッカー怪人より大幅に強化された能力で、1号と2号を何度も苦しめた。設定上は、ブラック将軍による考案とされる。
多くの怪人はショッカー怪人と同様、仮面ライダーに倒されると爆散する。また、倒されても死なず人間の姿に戻った者や、脳改造の影響から解放された者もショッカー怪人と同様、わずかながら見られる。
- 生物と生物の合成というコンセプトは石森章太郎の発案によるものと紹介している資料もある[44][45]が、プロデューサーの阿部征司は自身と平山亨が決めたものと証言しており、ビジュアル面でショッカー怪人より2倍の強さであることをアピールする狙いがあったと述べている[6][注釈 11]。しかし、アイデアはすんなり決まったものの、デザインは難航したという[6]。
- 『仮面ライダーV3』第27話・第28話の脚本では、再生怪人としてゲルショッカー怪人が1体登場する予定であったが、映像ではショッカー怪人のみとなった[46]。

ガニコウモル
第78話・第79話・第80話・第97話に登場。
声 - 池水通洋（第78話・第79話）、西崎章治（第80話）、八代駿（第97話） / スーツアクター - 佐藤巧（第78話・第79話）、滑川広志（第80話）
カニとコウモリをモチーフにした改造人間。ゲルショッカーの発足前から暗躍しており、当初は謎の幽霊怪人として扱われている。
口から吐く物質で人間を溶かす能力を持つ。左手は鋼鉄製のハサミになっており、飛行能力も持つ。弱点は不明で、仮面ライダー1号とほぼ互角の戦いをみせたとされている。
第78話ではオオタケ村へ向かう本郷猛と滝和也の前に突如現れ、仮面ライダー新1号と戦う。その姿は、地獄大使にも戦闘終了後にモニターで見られている。
第79話では、地獄大使と逃走する本郷に奇襲攻撃を仕掛け、再び新1号と戦う。
第80話では、新組織（ゲルショッカー）には不要となるショッカー戦闘員の処刑を任務とする。ショッカー戦闘員の死体を探ろうとする本郷らの前に現れ、自らの正体やゲルショッカーの存在を明かして新1号と戦い、滝の乗ったトラックを爆破する。その間に立花藤兵衛に戦闘員の死体を持ち去られるが、後に大学へ持ち込まれたそれを隠滅する。結成式が行われる猿島のアジトへ乗り込んできた本郷と滝を迎え撃ち、藤兵衛に扮したブラック将軍と共に本郷と滝を捕らえるが、脱出した彼らによって結成式は妨害される。新1号との戦いでは、ライダーきりもみシュートに受け身で耐えたものの空中での体当たりには耐えられず墜落して死亡するが、新1号も海中に没したため、見た目では相打ちとなる。
第97話では、ヒルカメレオンによる怪人再生のテストで蘇る。この時のみ、ブーツは黄色に変わっている。ブラック将軍のふりをしてアジトへ潜入してきた本郷と滝を迎え討つが、新1号にロープウェイから投げ落とされて爆死する。
- デザイン画では頭部に「ナチスヘルメット」という注記が書かれており、ナチスドイツ時代のヘルメットをモチーフとしている。書籍『日経エンタテインメント! 仮面ライダー1号2号スペシャル』では、ショッカーがナチス残党による組織であるという設定への原点回帰だったのではないかと推測している。
- 第79話の脚本では、ガラガランダに加勢して新1号と戦うという描写が存在した。
- 撮影用スーツは、後に雑誌『たのしい幼稚園』主催の幼稚園訪問キャンペーンに使用され、仮面ライダーV3とともに日本全国の幼稚園を巡業した。
- 書籍『仮面ライダー大研究』では、別名を「合体怪人」と記述している。
- 書籍『仮面ライダー熱闘伝』では、ゲルショッカー怪人ベスト5のうちベスト1に選ばれているが、ゲルショッカー怪人の中でサボテンバットとのモチーフ被りが指摘されている。

映画『劇場版 仮面ライダーディケイド オールライダー対大ショッカー』
大ショッカーの怪人として登場。ジャーク将軍の援軍として現れた個体と、最終決戦時に歴代仮面ライダーたちと戦う個体が登場する。
映画『オーズ・電王・オールライダー レッツゴー仮面ライダー』
歴史改変の影響によってショッカーに支配された世界において、ショッカーの怪人として登場。
映画『平成ライダー対昭和ライダー 仮面ライダー大戦 feat.スーパー戦隊』
地下帝国バダンの怪人として登場。仮面ライダークウガと対戦した。
映画『仮面ライダー1号』
声 - 関智一
ショッカーの怪人として登場。ガニコウモル以外の作中のショッカー構成員は地獄大使・シオマネキング・毒トカゲ男と、原典でもショッカーに所属したメンバーだった。ほかのショッカー怪人とともに地獄大使復活のために行動する裏で、ノバショッカーに情報をリークするなど、実はノバショッカーのスパイとしてショッカーを裏切っていた。仮面ライダー1号と交戦し、ライダーパンチで倒される。
漫画『仮面ライダー11戦記』
ガイストの再生強化怪人として登場。鋏がメカ化され、手と別に翼が生えている。
漫画『仮面ライダーSPIRITS』
ヒューリーが破壊した繭の中にいた個体とウェイ・ペイに斬首された個体が登場。どちらの個体も再生途中で完全な肉体ではなく、『仮面ライダーSPIRITS 超絶黙示録』では「ガニコウモル幼体」と名付けられている。
小説『S.I.C. HERO SAGA MASKED RIDER DEN-O EDITION -1971年4月3日-』
ネガタロスが各時代から連れてきた助っ人怪人として登場。
PlayStation 2用ソフト『仮面ライダー 正義の系譜』
声 - 池水通洋
第5章に登場。
- 選定理由はゲルショッカーの第1号怪人のため。

『MASKED RIDER LIVE&SHOW 〜十年祭〜』
声 - 森久保祥太郎
ウー（『十年祭』オリジナルキャラクター）という大ショッカーの見習い戦闘員が、組織を裏切るものの洗脳・改造された姿として登場する。詳しくはショッカー戦闘員#大ショッカー戦闘員を参照。

サソリトカゲス
第81話に登場。
演（人間態） - 大杉雄太郎 / 声 - 八代駿 / スーツアクター - 滑川広志
サソリとトカゲをモチーフにした改造人間。口から酸欠ガスを吐く。左手はハサミになっている。両手で敵を締め上げ、空中から回転を加えて投げ飛ばすダブル締めという回転技も用いる。
捕らえていたショッカー科学者の処刑と、酸欠ガスを使用した大東京無血占領作戦に従事する。ショッカー科学者を移送するバスの運転手に化けて酸欠ガスで科学者らを殺害すると、逃げた峰信太郎の行方を追って峰医院を襲撃し、彼の妻を人質にして峰を待ち伏せるが、峰に助けられていた本郷猛による妨害に遭う。しかし、まだ本調子ではない本郷が変身した仮面ライダー新1号を追い詰め、逃走させる。その後、立花藤兵衛を捕らえて新1号と滝和也を迎え討つが、弱点が背中であることを峰によって新1号に知られ、ライダー反転キックを背中に受けて倒される。
- 書籍『仮面ライダー大研究』では、別名を「酸欠怪人」と記述している。
- 書籍『仮面ライダー熱闘伝』では、ゲルショッカー怪人ベスト5のうち次点（ベスト6）に選ばれている。

ゲーム『仮面ライダー 正義の系譜』
声 - 田中亮一
第2章で仮面ライダーBLACKの初戦の相手として戦う。
- 選定理由は新1号と相打ちっぽくて強そうだったから。

サソリトカゲス 転生体
第5章に登場。仮面ライダーBLACKに敗れたサソリトカゲスが、邪眼によりパワーアップした姿。姿の変化としては、左腕の爪が巨大になったうえ、そこから放電する能力も備えている。

クラゲウルフ
第82話・第98話に登場。
演（中村） - 梅津栄（第82話） / 声 - 沢りつお（第82話）、安原義人（第98話） / スーツアクター - 佐藤巧
クラゲ（電気クラゲ）とオオカミをモチーフにした改造人間。プラスとマイナスに分かれた両手を交差させることで、10万ボルトの放電能力を持つ。右手は触手状になっており、左手でも触手を持つことで放電ムチ（電磁鞭）となる。人間への憑依能力を持つ。
放電能力を用いて落雷を発生させ、ラッシュ時の新宿駅を爆破する新宿駅爆破作戦に従事する。改造手術の後、能力を披露するために早坂発電所を襲撃して係員2人を殺害するが、その様子を通りがかりの少年トオルに目撃される。トオルの身代わりとなって戦闘員に捕まったミツルを人質にしようとして本郷猛と滝和也に奪い返されるが、本郷に電流を浴びせてダメージを与える。その後、立花藤兵衛の友人中村に憑依して少年仮面ライダー隊の本部に潜入するが、憑依していても体内の電気を完全に抑えられず本部の通信機を故障させてしまい、正体が発覚する。跳びかかった本郷に電流を浴びせて呼吸を停止させ、藤兵衛らも捕らえると新宿のビルの屋上で作戦の実行に移ろうとしたところ、自らの意思で仮死状態になっていた新1号に妨害され、車で逃走する。追ってきた新1号にライダースイングで海に落とされ、中村を人質にするものの振りほどかれた隙に、ライダーきりもみシュートで地面に叩きつけられて倒される。
第98話では、ヒルカメレオンが再生した怪人軍団の1体として登場。滝が追跡するトラックの荷台に乗っているが、その後は登場していない。
- 準備稿ではクモとクラゲをモチーフにした「落雷怪人クモグラゲス」という怪人であった。
- 脚本では東京駅を狙うという展開であった。
- 書籍『仮面ライダー大研究』では、別名を「落雷怪人」と記述している。
- 「クラゲウルフ」という名称や「クラゲ」と「ウルフ（オオカミ）」という組み合わせのアイデアは、後述する通り、すがやみつるによる漫画作品が初出である。
- 第98話での登場シーンは東映生田スタジオで撮影されたものであり、浜名湖ロケではスーツは搬送されていない。

すがやみつる版漫画『仮面ライダー』
テレビに先駆けて登場。デザインや能力はテレビとは異なっている。
漫画では、アドルフ（ドクター・シュミットというゲルショッカー科学者の息子）を素体とした怪人という設定で登場。殺人レーザーとクラウドボイスを武器とする。

イノカブトン
第83話・第98話に登場。
演（死刑囚） - 飛世賛治（第83話） / 声 - 市川治（第83話） / スーツアクター - 石丸強志
イノシシとカブトムシ（オオカブトムシ）をモチーフにした改造人間。京葉刑務所に収監されていた死刑囚が改造された。鼻から発狂ガスを放ち、これを浴びた人間を凶暴化させたり、操ることもできる。角を構えて突進するイノカブトン角えぐりや、車輪状のイノカブトンとげ車に変形して体当たりする技なども用いる。左手は蹄状になっている。
猛毒ガス東京壊滅作戦に従事する。改造手術後、動物園を襲撃して係員に発狂ガスを浴びせる。また、動物園の事件を探る本郷猛を襲撃し、同行していた立花藤兵衛にも発狂ガスを浴びせる。さらに、少年仮面ライダー隊の報告を聞いて怪人が現れた現場へ向かう本郷を襲い、イノカブトン角えぐりで新1号の左腿を負傷させる。その後、遊園地を襲撃して新1号と再戦し、藤兵衛を操って追い詰めるが、正気を取り戻した彼に角を折られる。最後は、イノカブトンとげ車で新1号を倒そうとしたところをサイクロンアタックで跳ね飛ばされ、空中で爆発する。
第98話では、ヒルカメレオンが再生した怪人軍団の1体として登場。怪人展示館で本郷と一文字を襲いかかる。その後は滝が追跡するトラックの荷台に乗っており、止まったところで滝を捕らえる。最後は浜名湖畔で新1号・新2号と戦い、新1号のライダーキックで倒される。
- 準備稿ではイノシシゾングという怪人であった。
- 脚本では新1号を負傷させたのは「鋼鉄針」という技であった。また、脚本では滝を操る、滝に鼻を折られるなどの展開となっていたが、滝役の千葉治郎が自身の結婚式のために休んだため、滝の役回りはすべて藤兵衛に置き換えられた。
- 書籍『仮面ライダー大研究』では、別名を「発狂怪人」と記述している。
- 第98話の声優は、書籍『KODANSHA Official File Magazine 仮面ライダー』では安原義人、書籍『仮面ライダー怪人列伝』では峰恵研と記述している。

イソギンジャガー
第84話に登場。
演（桂木良助） - 大神信 / 声 - 辻村真人 / スーツアクター - 滑川広志
イソギンチャクとヒョウ（ジャガー）をモチーフにした改造人間。変身装置を埋め込まれた行方不明の男性・桂木良助が変身した姿。ゲルショッカー怪人では唯一白いブーツを履いている。
背中のイソギンチャク状の突起から毒水（溶解液）を噴出し、口の触手を伸ばして絡みつける必殺触手絞めという技も用いる。イソギンジャガー触手隠れと称する瞬間移動能力も備わっている。左手はイソギンチャク型になっている。設定では口に電磁牙を備えている。
仮面ライダーの抹殺を任務とする。装置を埋め込まれた当初は桂木の意識が残っており、彼の姿で海辺をさまよっていたが、脳裏に響く「仮面ライダーを抹殺しろ」とのブラック将軍の言葉に支配されてイソギンジャガーの姿に変身し、その光景を偶然目撃した釣り人を毒水で殺害する。その後、戦闘員が滝和也を襲撃した隙に桂木の娘マキを誘拐して赤と黄色のラリー車で逃走し、本郷猛をマキそっくりの爆弾人形まで誘き寄せて爆殺する罠にかける。本郷が新1号に変身して罠から逃れると自ら戦い、触手隠れで翻弄するものの触手絞めを脱出されて海に落ち、桂木の姿に戻る。最後は、再び変身して新1号に変身装置が頭部にあることを見抜かれ、ライダーポイントキックで変身装置を破壊され、桂木の姿に戻る。
- デザインは石ノ森章太郎。石ノ森の構想メモでは、サソリギンチャックという名称であった。
  - 石ノ森は、同話の脚本・監督もスタッフと共同で担当しているほか、本編にも釣り人役としてゲスト出演している（いずれも名義は石森章太郎）。

- 書籍『仮面ライダー大研究』では、別名を「触手怪人」と記述している。
- 書籍『仮面ライダー熱闘伝』では、ゲルショッカー怪人ベスト5のうちベスト4に選ばれている。
- 後年の『仮面ライダーオーズ/OOO』に登場するイカジャガーヤミーは、イカとジャガーの組み合わせになっている。これについてデザインを担当した篠原保は、1,000回記念ということで石ノ森監督回のイソギンジャガーに則ったと思っていたが、実際には同作品プロデューサーの武部直美やメインライターの小林靖子も、イソギンジャガーを知らず単なる偶然であったという。

すがやみつる版漫画『仮面ライダー』
漫画では、「シルバー・スター」というジャガーを素体とした怪人の設定で登場。テレビマガジン版第13回では「アマゾン」というジャガーを改造した怪人として登場しており、生物を怪人として改造した点などから同漫画版のネコヤモリとともに、『仮面ライダーアマゾン』の獣人の設定を先取りしていると評価されている。
ゲーム『仮面ライダー 正義の系譜』
声 - 辻村真人
第2章でブラック将軍に命じられ、仮面ライダーBLACKと戦う。
- 選定理由は石ノ森監督回の怪人だから。

イソギンジャガー 転生体
第5章に登場。仮面ライダーBLACKに敗れたイソギンジャガーが、邪眼によりパワーアップした姿。
映画『仮面ライダー×スーパー戦隊 スーパーヒーロー大戦』
大ショッカーの一員として登場。仮面ライダーオーズと対戦するが、仮面ライダーバースの攻撃により形勢を逆転される。
ゲーム『ロストヒーローズ』
リジェスの一員として登場。

ウツボガメス
第85話・第98話に登場。
演（ギャング） - 富士乃幸夫 / 声 - 西崎章治 / スーツアクター - 石丸強志
ウツボとウミガメをモチーフにした改造人間。ゲルショッカーに捕らえられた逃走中のギャングが改造された。
汚染ヘドロを吸収して口から殺人スモッグを吐く。頭部を分離させることや、手足を引っ込めて体当たりすることもできる。
殺人スモッグによる東京全滅作戦に従事する。改造後に殺人スモッグの実験を行うが汚染ヘドロの不足により失敗し、効果を発揮するために必要な2年前の田子の浦の汚染ヘドロを求め、都市公害研究所の公害調査員・岡崎を捕らえて汚染ヘドロを造らせる。汚染ヘドロが完成すると実験として白百合団地のガス管に殺人スモッグを放ち、住民を白骨化させる。その後、岡崎を脅して友人の本郷猛に電話をかけさせて本郷を多摩丘陵に誘い出し、仮面ライダー新1号と戦うがライダー返しで返り討ちに遭う。しかし、すでに命令音波受信機を仕掛けられていた岡崎もろとも新1号と滝和也を罠にかけ、殺人スモッグで殺害しようとする。3人が逃走すると追いかけようとするがブラック将軍に制止され、ブラック将軍の命令に従い本郷のマンションで3人を襲撃し、岡崎を操って本郷と滝を再び捕らえ、岡崎もろとも十字架にかけて殺人スモッグで処刑しようとする。そこから脱出した本郷の変身した新1号と戦って分離した頭部を破壊され、最後の技として繰り出した体当たりもライダーパンチでかわされ、ライダーキックを柔らかい首に受けて爆死する。
第98話では、ヒルカメレオンが再生した怪人軍団の1体として登場。滝が追跡するトラックの荷台に乗っているが、その後は登場していない。
- 仮面ライダーシリーズで初めて公害を題材とした怪人である。そのため、本編では設定上の出身地と異なり田子の浦で育ったウツボとウミガメの合成怪人であると語られている。
- 脚本ではギャングが改造されるくだりは存在しなかった。
- 第98話での登場シーンは東映生田スタジオで撮影されたものであり、浜名湖ロケではスーツは搬送されていない。

すがやみつる版漫画『仮面ライダー』
漫画では、イソギンジャガーの作戦に協力する形で登場。溶解液を吐く。
漫画『仮面ライダーSPIRITS』
東寺で第10分隊を迎え撃つ。ウェイ・ペイにより首を切断されるが、首は着脱可能だったため、なおも戦闘を続ける。
ゲーム『仮面ライダー 正義の系譜』
声 - 槐柳二
第5章に登場。選定理由は、首で飛んだり甲羅で飛んだりと攻撃の差別化がしやすかったから。

ワシカマギリ
第86話に登場。
声 - 谷津勲 / スーツアクター - 滑川広志
ワシとカマキリをモチーフにした改造人間。口から吐く泡（凝固泡）で人間を固める能力を持つが、固められた人間は還元液でもとに戻すことができる。左手は鎌になっており、外して投擲することもできる。腕からは羽根ミサイルを放つ。右手にはワシの爪を備えている。
大室山でホテルの送迎バスを襲撃して乗客らを誘拐して怪人や戦闘員の素体として保存する人間狩り作戦に従事し、ブラック将軍からもう1つの任務として仮面ライダーの抹殺も命じられている。バスから逃げた桜井父子を追い、父親の大助と親子に同行していた猟師を捕らえる。その後、トラバサミに足を挟まれた滝和也を襲い、助けに現れた仮面ライダー新1号と戦って吊り橋から海に落とす。しかし、ブラック将軍は新1号が死んだとは思わず、ワシカマギリは戦闘員の増強のために捕らえた人間の改造を命じられる。ワシカマギリの血痕と羽根を追ってアジトに侵入した新1号と戦い、左手の鎌をライダーキックで蹴り返され、頭部を直撃して真っ二つになる。
- 準備稿での名称はワシカマギルであった。
- 書籍『仮面ライダー大研究』では別名を「狩猟怪人」と記述している。

すがやみつる版漫画『仮面ライダー』
漫画では、イソギンジャガーの作戦に協力する形で登場。
ゲーム『仮面ライダー 正義の系譜』
声 - 沢りつお
第5章に登場。選定理由は、ガニコウモルとのコンパチで飛べるキャラを探したため。

クモライオン
第87話・第97話・第98話に登場。
声 - 辻村真人 / スーツアクター - 滑川広志
クモ（ジョロウグモ）とライオンをモチーフにした改造人間。口から赤い糸を吐いて人間を絞め殺す。左手の爪は、コンクリートを破壊する威力を持つ。瞬間移動能力も持つ。
日本の各界の要人を暗殺してロボットと入れ替えるT3号作戦に従事し、死の配達人が送った予告状の通りに暗殺を実行する。テストとして日本産業会会長の細谷勉を殺害し、次に日本科学アカデミー協会理事長の青野清を狙う。青野の秘書から連絡を受けた本郷猛と滝和也の妨害を受けるも青野の殺害に成功し、本郷も殺害しようとするが、本郷が仮面ライダー新1号に変身し不利になると逃走する。その後、第3の予告状を立花藤兵衛に送るが、真の暗殺対象は本郷猛であり、死の配達人を追って来た新1号を配達人もろとも第13処刑室に閉じ込める。そしてトゲ付きの吊り天井を降ろして殺害しようとするが失敗し、飛びかかるも空中に蹴り上げられたところにライダーフライングチョップを受けて倒される。
第97話・第98話では、ヒルカメレオンが再生した怪人軍団の1体として登場。立花藤兵衛らを捕らえていた部屋のベッドに横たわっており、その後は怪人展示館にて他の怪人たちと共に本郷・一文字に襲いかかる。一時撤退した後は滝が追跡するトラックの荷台に乗っており、止まったところで滝を捕らえるが、その後の新1号・新2号との戦いには未登場。
- 第87話は番組初期への原点回帰を意図した「恐怖月間」の第1弾であったため、資料によってはクモライオンの頭部は第1話の登場怪人である蜘蛛男をイメージしたものであると推測している。
- 書籍『仮面ライダー大研究』では別名を「暗殺怪人」と記述している。
- 書籍『仮面ライダー熱闘伝』では、ゲルショッカー怪人ベスト5のうちベスト5に選ばれている。

ネコヤモリ
第88話に登場。
演（田中輝夫） - 大橋一元 / 声 - 山下啓介 / スーツアクター - 滑川広志
ネコ（イエネコ）とヤモリをモチーフにした改造人間。画家の田中輝夫が憑依された。体内には悪魔の血が流れているとされ、増殖細胞を含んだ自身の血を混ぜた絵の具で描いた黒猫の絵に憑依することができ、絵を介しての瞬間移動能力を持つ。黒猫の姿に変身することもできる。口からはキャットファイヤーを吐き、手のヤモリ吸盤で仮面ライダーのエネルギーを吸い取る能力も持つ。設定では相手を溶かすネコ血しぶきを口から吐くとされる。
世界平和会議に参加する科学者を誘拐するF作戦を成功させるため、本郷猛の目を引きつける役目を負っており、黒猫の絵の持ち主を殺害して連続密室殺人を起こす。その後、本郷の自宅に送り込まれた黒猫の絵から出現し、本郷に彼と少年仮面ライダー隊の抹殺が目的であることを告げる。輝夫の弟であるサトルの話を聞いていた本郷が輝夫を訪ねたため、正体を現して新1号と戦うが殺害を予告して逃走する。その後、世界平和会議が開催される熱海のホテルと少年仮面ライダー隊本部のそれぞれに黒猫の絵を送らせ、本郷を仮面ライダー隊本部に引きつけている間に80キロメートル離れたホテルへ2分で移動して会議場を襲う計画を実行するが、仮面ライダー新1号が予想よりも早く到着したために失敗し、ライダーのエネルギーをヤモリ吸盤で吸い取ろうとするが滝に妨害され、ライダーキックを受けて元の姿に戻った。
- シリーズ初のネコをモチーフとした怪人である。
- 黒猫の絵は美術の高橋章が手がけた。
- 書籍『仮面ライダー大研究』では別名を「黒猫怪人」と記述している。

すがやみつる版漫画『仮面ライダー』
テレビマガジン版第14回ではゲルショッカーの魔女によって2,000年の眠りから目覚めた生物を改造した怪人として登場。生物を怪人として改造した点などから同漫画版イソギンジャガーとともに『仮面ライダーアマゾン』の獣人の設定を先取りしていると評価されている。テレビマガジン版はデザインが異なるが、冒険王版ではテレビと同じデザインで登場する。

カナリコブラ
第89話に登場。
声 - 辻村真人 / スーツアクター - 石丸強志
カナリアとコブラをモチーフにした改造人間。カナリアの姿に変身し、超音波（殺人音波・発狂音波）を発して人間を苦しめる。コブラ型をした右腕のコブラハンドは自在に伸ばすことができ、その牙には猛毒が仕込まれている。
カナリアの姿で人間に近づいて襲うペット作戦に従事する。カナリアの姿で少年仮面ライダー隊本部に入り込み、滝和也らを超音波で苦しめ、コブラハンドの猛毒で殺害しようとするが本郷猛に妨害される。本郷が変身した仮面ライダー新1号と戦い、左足を負傷させるもコブラハンドを破壊される。その後、鋼鉄製のコブラハンドを取り付けて活動を再開し、滝の働きによって危険なカナリアの情報が報道され人々に警戒されるも着実に作戦を進行させていく。少年仮面ライダー隊員の伝書鳩の連絡を受けて駆けつけた新1号と再戦し、ネズコンドルの加勢を受けてライダーを鋼鉄の腕で攻め立てるが隙を突かれ、ライダー月面キックで倒される。
- 書籍『キャラクター大全 仮面ライダー 1号・2号編』では、改造後の名称を改造カナリコブラと記述している。
- 準備稿では「猛毒怪人」という別名が存在した。書籍『仮面ライダー大研究』では別名を「殺人音波怪人」と記述している。
- 資料によっては、メカ化した腕を武器にするという設定が、次作『仮面ライダーV3』のデストロン怪人に通ずるものと解釈している。

ネズコンドル
第89話・第90話に登場。
声 - 西崎章治 / スーツアクター - 佐藤巧
ハツカネズミとコンドルをモチーフにした改造人間。牙には特殊なペスト菌が植えつけられており、感染者はさらに他人に噛み付いて感染を広げていく。両手首に刃を装備している。ハツカネズミに変身する能力や飛行能力も持つ。
仮面ライダー新1号と戦うカナリコブラに加勢し、カナリコブラが倒された後も戦闘を続けるが、不利になって逃走する。その後、ペスト菌を蔓延させる第1次ペット作戦に従事し、人間を襲ってペスト菌の感染を拡大させていく。さらにハツカネズミに変身して少年仮面ライダー隊本部に入り込み立花藤兵衛らをペスト菌に感染させるペット作戦第2号を実行するが、本郷と滝に阻まれ逃走し、強化改造される。
- シリーズ初のネズミをモチーフとした怪人である。それまでは、美術担当の三上陸男がネズミ嫌いであったため意図的にモチーフから外されていた。
- 第89話の脚本ではカナリコブラが倒された後に本郷の前に現れるという展開であった。
- 準備稿では「細菌怪人」という別名が存在した。書籍『仮面ライダー大研究』では別名を「ペスト怪人」と記述している。

ネズコンドル2号
第90話に登場。
- 弱点：地上での動きの鈍さ

声 - 西崎章治 / スーツアクター - 佐藤巧
ネズコンドルを強化改造した姿。新たに改良強化した新型ペスト菌を仕込んだ嘴を装着している。また、鋭い刃物となっている特殊金属製の翼を持つ。
引き続きペット作戦に従事し、ペスト菌の感染を広げていく。そして本郷猛と再戦し、左目を負傷させる。その後、滝和也を捕らえて本郷を呼び出し、目の見えていない新1号を倒そうとするが、空中へ鉄パイプで投げ飛ばされた後に叩き落とされ、怯んだところにライダー月面キックで倒される。
- 脚本ではネズコンドル1号と2号の2体が登場していた。
- 脚本では藤兵衛と協力した新1号が磁石でネズコンドルの嘴を吸いつけ、逆転するという展開であった。

ペスト人間
第90話に登場。ネズコンドルのペスト菌に感染した人間が変貌した姿。顔には斑点が浮かび牙が生え、人間に噛みついて鼠算式にペスト菌の感染を広げていく。

ムカデタイガー
第91話・第98話に登場。
声 - 倉口佳三（第91話）、八代駿（第98話） / スーツアクター - 滑川広志
ムカデとトラをモチーフにした改造人間。触角から催眠音波を放って人間を操る。口から炎を吐き、左手で繰り出されるムカデパンチはライダーキック以上の威力を持つ。右手はハサミになっている。新1号以上のパワーを持つと豪語し、ライダーハンマーキックにも耐える。ライダージャンプをも越えるタイガージェットという技も使用する。
少年仮面ライダー隊のメンバーを洗脳して少年ゲルショッカー隊を結成させ、教育することが任務。少年仮面ライダー隊丹沢地区のメンバーを洗脳してゲルショッカー恐怖学校の1期生とする。丹沢地区のメンバーを捜索に来た本郷猛と滝和也を少年ゲルショッカー隊とともに襲い、ムカデパンチで新1号を退ける。さらには藤兵衛を始めとする少年仮面ライダー隊本部のメンバーも洗脳する。その後、本郷を匿っていた姉弟を襲い、本郷が隠れていた小屋を焼き討ちする。その後、少年ゲルショッカー隊にゲルパー薬を飲ませようとするが、焼き討ちから難を逃れた新1号に阻止される。少年ゲルショッカー隊や洗脳した滝とともに新1号と戦い、少年らを堤から飛び降りさせると脅して新1号を追い詰めるが、新1号とともに堤の上から落ちて頭部を強打して爆死するが、同時に新1号も行方不明となった。
第98話では、ヒルカメレオンが再生した怪人の1体として登場。怪人展示館で本郷と一文字を襲う。その後、少年仮面ライダー隊本部を襲い立花藤兵衛らを捕らえる。そして、浜名湖畔で新1号・新2号と対峙。火炎攻撃を行い、肉弾戦でも新1号と互角の戦いを繰り広げるが、新2号の加勢により形勢不利となり、最後は2人に投げ飛ばされる。その後、立ち上がるも力尽きて爆死する。
- デザイン画では顔はトラの顔から牙が生えたものであったが、造型段階で変更された。急なデザイン変更により撮影用スーツの完成が遅れ、完成したのは同時撮影であった第92話のクライマックス撮影時であった。
- 書籍『仮面ライダー大研究』では別名を「スクール怪人」と記述している。
- 書籍『仮面ライダー熱闘伝』では、ゲルショッカー怪人ベスト5のうちベスト2に選ばれている。また、同書では、ムカデパンチはライダーキック以上に強力とされている。

少年ゲルショッカー隊
第91話に登場。ムカデタイガーに洗脳された少年仮面ライダー隊員。ゲルショッカー恐怖学校で教育され、戦闘員と同様のスーツを着用している。少年仮面ライダー隊丹沢地区のメンバーが1期生となり、本部のメンバーや本郷を匿っていた達治も加えられる。ゲルパー薬入の給食を食べさせられようとするが、薬は新1号が事前にただの粉にすり替えており阻止される。新1号を追い詰めるため滝から飛び降りるよう命じられるが、ムカデタイガーが倒されて滝と共に元に戻る。

ハエトリバチ
第92話・第93話・第98話に登場。
声 - 山下啓介（第92話・第93話）、大野剣友会（第98話） / スーツアクター - 滑川広志
ハエトリソウとハチをモチーフにした改造人間。頭部のハエトリソウ部分から溶解液（ハエトリ液）を放ち人間を溶かす。右手は毒針になっている。植物に変身する能力も持つ。設定ではハエトリがためという絞め技も有している。
ショッカーライダーと協力してアンチショッカー同盟が持つゲルショッカー首領の正体を収めたコンピューターテープを奪うことを任務とする。性能テストとして虜囚を殺害し、ショッカーライダーとの模擬戦も行う。アンチショッカー同盟の石神千絵を襲撃するが、生きていた本郷猛に阻止される。その後、新1号と戦うショッカーライダーに加勢。新1号を追い詰め、止めを刺そうとするが新1号に脚を掴まれて海中へ落ち、以降消息不明となる。
第98話では、ヒルカメレオンが再生した怪人軍団の1体として登場。怪人展示館で本郷と一文字を襲う。その後、少年仮面ライダー隊本部を襲い立花藤兵衛らを捕らえる。そして、浜名湖畔で新1号・新2号と戦い、新1号に水中に落とされ生死不明となる。
- 書籍『仮面ライダー大研究』では別名を「溶解液怪人」と記述している。

漫画『仮面ライダーSPIRITS』
東寺に下りてきたがんがんじいをハエトリ液で襲うが、ベイカーにより倒される。
ゲーム『仮面ライダー 正義の系譜』
声 - 槐柳二
第5章に登場。選定理由は、シナリオ監修者がデザインが一番好きだから。

エイドクガー
第93話・第94話・第98話に登場。
声 - 倉口佳三 / スーツアクター - 佐藤巧
エイと毒蛾をモチーフにした改造人間。口から人間を三日三晩眠らせる毒粉を放つ。右手は鋭利になっている。自己催眠能力を有する。
アンチショッカー同盟のコンピューターテープを殺人音波を放つテープにすり替え、アンチショッカー同盟を壊滅させることを任務とする。ショッカーライダーNo.1へ命令変更を伝え、滝和也と立花藤兵衛にショッカーライダーを本物だと思い込ませるためショッカーライダーと戦うふりをする。その後、ショッカーライダーNo.2とともに少年仮面ライダー隊本部を襲撃してメンバーを捕らえ、駆けつけた本郷猛も敗退させる。その後、ヘリでテープを受け取ろうとするが、ダブルライダーによって捕虜にされる。アンチショッカー同盟のアジトで仮死状態になっていたが、電波を発して組織に同盟本部の場所を知らせた。ナメクジキノコが活動を開始すると動き出し、同盟のメンバーに戦闘員を憑依させる。筑波山へ向かおうとする本郷らを襲うが、新2号のライダーきりもみシュートで倒される。
第98話では、ヒルカメレオンが再生した怪人軍団の1体として登場。怪人展示館で本郷と一文字を襲う。その後、少年仮面ライダー隊本部を襲い立花藤兵衛らを捕らえる。そして浜名湖畔で新1号・新2号と対峙。新2号に襲い掛かるが、堤防から落とされ爆死。
- デザイン画は残されているが、デザインの担当は不明。岩佐陽一は担当を高橋章か八木功と推測している。デザイン画での名称はエイガーであった。
- 書籍『仮面ライダー大研究』では別名を「催眠怪人」と記述している。

漫画『仮面ライダーSPIRITS』
ナメクジキノコとともに五条大橋の上で一文字隼人と滝和也と対決し、滝和也の所持していたガンソードにより遁走。

ナメクジキノコ
第94話に登場。
演（木暮精一郎） - 上野山功一 / 声 - 辻村真人 / スーツアクター - 滑川広志
ナメクジとキノコをモチーフにした改造人間。身体を液状化させる能力を持つ。また、自身が殺害した相手に憑依する能力を持つ。設定では、キノコ状の腕で首を掴んだ相手を殺害することができる。
アンチショッカー同盟のコンピューターテープを狙う。アンチショッカー同盟の木暮精一郎を殺害して取り憑き、筑波山に首領がいるという偽の情報を流し、ショッカーライダーとともに仮面ライダーらと抹殺しようとする。ショッカーライダーが全滅させられた後、新1号・新2号のライダーダブルキックで倒される。
- 書籍『仮面ライダー大研究』では別名を「変化怪人」と記述している。

漫画『仮面ライダーSPIRITS』
五条大橋の上で一文字隼人と対決し、ライダーキックにより倒される。

ガラオックス
第95話・第98話に登場。
声 - 池水通洋（第95話）、倉口佳三（第98話） / スーツアクター - 滑川広志
ウシと人喰いカラスをモチーフにした改造人間。ゲルショッカー科学陣がナチスドイツの飛行船からヒントを得て開発した水素ガスの50倍の威力を持つ悪魔の霧ミスティガスを角から放ち、物体を宙に浮かせる。指先は悪魔の爪になっており、爪ミサイル（ロケット弾、ミサイル）を放つこともできる。角を構えて突進させる角えぐりという技も用いる。
悪魔の霧で地上の乗り物を浮かび上がらせて落とし、地上を混乱させる作戦に従事する。性能テストとしてアベックの乗る車を浮かせるが、車から落ちた男・勝彦が仮面ライダー新1号に助けられたことを知ると、偽の救急隊員に勝彦を運ばせて本郷猛を誘い出す。救急車に新1号が乗り込むと救急車を悪魔の霧で浮かせ、墜落させる。新1号を倒したことで新幹線への攻撃を実行しようとするが、少年仮面ライダー隊が本郷が生きているとする偽の通信を発し、移送される本郷を抹殺しようとする。移送された本郷の正体は滝和也であり、立花藤兵衛が仕掛けた地雷を炸裂させるが空を飛んで回避し、滝を捕らえるが生きていた新1号に阻止され、2本の角を折られた後、怯んだところを蹴り落されてライダー月面キックで倒される。
第98話では、ヒルカメレオンが再生した怪人軍団の1体として登場。怪人展示館で他の怪人たちと共に本郷と一文字に襲いかかるが、一時撤退。その後は滝が追跡するトラックの荷台に乗っており、止まったところで滝を捕らえるが、その後の新1号・新2号との戦いには未登場。
- シリーズ初のウシをモチーフとした怪人である。
- 書籍『仮面ライダー大研究』では別名を「空中怪人」と記述している。

漫画『仮面ライダーSPIRITS』
五重の塔を飛ばすことで、龍の幻影（バダンシンドローム）を見せる作戦につく。SPIRITS第10分隊のゴードンやZXなどの活躍により作戦は失敗。その後は暗闇大使によって粛正される。

サボテンバット
第96話・第97話・第98話に登場。
演（松田善一郎） - 小山源喜（第96話） / 声 - 八代駿 / スーツアクター - 滑川広志
サボテンとコウモリをモチーフにした改造人間。サボテン博士と呼ばれる研究家の松田善一郎が改造された。左手のトゲによって人間をサボテン化する能力を持つ。鉢植えのサボテンに化けて人家に潜入する。設定では催眠ガスを用いる。
サボテンに化けて人間を襲いサボテン化させる人間総サボテン化計画を実行することが任務である。松田の友人であり地球平和科学者委員会のメンバーである鈴木と安岡を松田の姿で近づいてサボテン化させると、サボテン化計画を実行に移す。事件を察知した仮面ライダー新1号と戦うが、計画続行のため撤退する。子供を襲っていたところへ駆けつけた新1号と再び戦い、右手の爪を切られるが、新1号の右手をサボテン化させる。その後、右手の爪を鋼鉄製に強化され、計画を続行して被害を広げていき、本郷らとワクチンを研究する鈴木の息子である英夫の研究所も襲撃する。しかしサボテンバットが倒した薬品から偶然ワクチンが完成し、回復した新1号と戦い、新1号を右腕で絞め上げるが空中で振りほどかれ、ライダーキックを受けて元の姿に戻る。
第97話では、ヒルカメレオンがガニコウモルを蘇らせる際に手術室のカプセルの中に入っている。第98話では、ヒルカメレオンが再生した怪人軍団の1体として登場。怪人展示館で本郷と一文字を襲う。そして浜名湖畔で新1号・新2号と戦い、2人に連続で投げ飛ばされ爆死する。
- 書籍『仮面ライダー大研究』では別名を「毒サボテン怪人」と記述している。
- 放送当時の雑誌『テレビマガジン』1973年2月号ではカクタスバットという名称で紹介されていた。
- 脚本では本郷の手がサボテン化する描写はなかった。

### ゲルショッカー戦闘員
第80話 - 第98話に登場。
青・赤・黄の原色を使ったカラフルなコスチューム・覆面を着用している（後半ではスーツの酷使により、青の部分が紫に変色した者もいる）。一度作中で少年少女をゲルショッカー戦闘員に仕立てたことがあったが、この場合のみ覆面は未着用であった。また覆面はしているものの覆面を取り素顔が登場することは絶対にない。三色の板や保護布に身を隠して襲い掛かる。正体を隠して人間として行動することもよくあり、警官などに化けてよく暗躍する。かけ声は「ギィー」。戦力はショッカー新戦闘員の2倍で、「初期ショッカー怪人に匹敵」と記した書籍もある。初登場時には瞬間移動も用いて格闘技の達人である滝とも互角以上に渡り合い、滝からは「ショッカー戦闘員とは比べ物にならない」と評された。3人一組で行動することが多く、ショッカー戦闘員のようなリーダータイプの戦闘員は存在しない。裏切り防止のために開発された特殊な薬「ゲルパー薬」を3時間置きに飲まないと体が炎上して死亡する。普通の人間の姿で活動することもあり、一般人に乗り移る能力も持っている。科学者タイプの戦闘員は、覆面が白地に赤のマーキングで、白衣を着用している。
カルビー『仮面ライダースナック』付属の仮面ライダーカードでは、ゲルショッカー戦闘員の生産にはブラック将軍が開発した戦闘員量産機が用いられていることが記述されている。同カードによると、量産機は悪人を細切れにすることで戦闘員を作り出しており、1日30人の戦闘員を作り出すことができるとされる。
オートバイ部隊（オートバイ隊、オートバイ・チーム）
第80・83・84話に登場。世界各国のトップレーサーとして活躍した人物を集めた部隊。ロープや手榴弾などを使った多彩な攻撃法を見せる。

### アジト・施設
放送当時のメディアでは、本部は島の形をした軍艦であると紹介しているものも存在した。
書籍『仮面ライダー 悪の系譜』ではショッカーに比べ縮小しているとしている。劇中では日本支部以外の存在は明らかでないが、書籍『仮面ライダー 悪の系譜』では一文字隼人が活躍していたことから南米支部の存在が推測されている。
- 美術を担当した高橋章は、セットデザインは八木功によるものと推測している[20]。

アジト
伊豆
第86話に登場。
筑波山付近
第94話に登場。ダミーの本部。
浜名湖地下
第98話に登場。
映画『オーズ・電王・オールライダー レッツゴー仮面ライダー』ではショッカーのアジトとして登場。また、『スーパーヒーロー大戦GP 仮面ライダー3号』でもショッカーのアジトとしてこのアジトでの映像が流用されている。

## 漫画作品でのゲルショッカー

### 石川森彦の漫画作品
石川宜彦（石川のりひこ）、石川巨人の漫画作品でのショッカー。
基本的にはテレビシリーズに近い設定となっている。ただし、組織名が「ゴースト・ショッカー」となっている作品も存在する。
『たのしい幼稚園』分の怪人
イソギンジャガー
「たのしい幼稚園」昭和47年12月号掲載分に登場。
『別冊たのしい幼稚園』分の怪人
カニコウモリ
「別冊たのしい幼稚園」昭和47年10月号掲載分に登場。
うしピラニアン
「別冊たのしい幼稚園」昭和48年1月号掲載分に登場。
『ディズニーランド』分の怪人
イソギンジャガー
「ディズニーランド」昭和48年1月号掲載分に登場。

### すがやみつるの漫画作品
すがやみつるの漫画作品でのショッカー。
基本的にはテレビシリーズに近い設定となっている。ただし、組織名が「ゴースト・ショッカー」となっている作品も存在する。
『テレビマガジン』版『仮面ライダー』では決着はつかず、『テレビマガジン』版『仮面ライダーV3』で壊滅する。
ドクター・シュミット
すがやみつる版漫画『仮面ライダー』で登場。息子のアドルフをクラゲウルフに改造し、仮面ライダーに挑む。
| 『テレビマガジン』分の怪人 ガニコウモル 「テレビマガジン」昭和47年11月号掲載分に登場。 イソギンジャガー 「テレビマガジン」昭和47年12月号掲載分に登場。 ネコヤモリ 「テレビマガジン」昭和48年1月号掲載分に登場。 ショッカーライダー 「テレビマガジン」昭和48年2月号掲載分に登場。 『テレビマガジン』『仮面ライダーV3』分の怪人 ヒルカメレオン 「テレビマガジン」昭和48年3月号掲載分に登場。 | 『冒険王』分の怪人 ガニコウモル 「冒険王」昭和47年10月号掲載分に登場。 クラゲウルフ 「冒険王」昭和47年11月号掲載分に登場。 イソギンジャガー 「冒険王」昭和47年12月号掲載分に登場。 ネコヤモリ 「冒険王」昭和48年1月号付録掲載分に登場。 『別冊冒険王』分の怪人 ムカデコンドル 「別冊冒険王」昭和47年秋季号掲載分に登場。 |

オリジナル怪人
クラゲウルフ
テレビ版にも登場するが、こちらが初出。詳しくは#クラゲウルフを参照。
ムカデコンドル
四つ子が合体変身するという設定で登場。

### 『仮面ライダーSPIRITS』
村枝賢一の漫画作品『仮面ライダーSPIRITS』では、本編以前の組織として登場人物のセリフから名前のみ登場。
その後、BADAN傘下の再生組織の1つとして復活し、主に関西地域を蹂躙する。京都府にてブラック将軍（ヒルカメレオン）がバダンシンドロームによって理性を失った人間たちから血液を奪い、怪人を大量再生させる作戦を行っていたが、ZX、2号、滝、SPIRITS第10分隊の活躍によって鎮圧される。このほか、6体のショッカーライダーが地獄大使に率いられる形で、東京都に出現している。
怪人については、テレビシリーズに登場した怪人がほとんどであるため、#怪人を参照。

### 『お昼のショッカーさん』
他の怪人などは、テレビシリーズにもショッカー所属として登場したキャラクターたちがいる中、ゲルショッカー首領とゲルショッカー戦闘員が登場する。

## 平成仮面ライダーシリーズでのゲルショッカー
上述のように、原典ではゲルショッカーに属する存在であってもショッカーとして扱われることが多い（『スーパーヒーロー大戦GP 仮面ライダー3号』など）。
以下は、いずれも映像作品ではなく、S.I.C. HERO SAGAというジオラマ小説シリーズでの登場。
小説『KAMEN RIDER OOO EDITION -OOZ-』
鴻上ファウンデーションを支配し、溜め込んでいたセルメダルからゲルショッカーグリードを制作した。
ゲルショッカーグリード
ゲルショッカーの怪人で、ゲルショッカーの紋章をモチーフとしているため、蛇と鷲の合成怪人ともとれる造形となっている。
小説『MASKED RIDER DEN-O 『ロスト・トレイン』』
最終決戦（『仮面ライダー』最終回）を前に、突然消えた1号・2号に代わり、仮面ライダークウガ・仮面ライダーアギトがゲルショッカー首領と対決する。『仮面ライダー』最終回のストーリーを元にしているため、静岡県浜松市の浜名湖地下のアジトで対決することとなる。

## コンパチヒーローシリーズ
『スーパーヒーロー作戦 ダイダルの野望』
ショッカー残党が結成した組織となっている。この作品では、デストロン壊滅後に、ブラック将軍が結成したという設定になっている。
『特撮冒険活劇 スーパーヒーロー烈伝』
シナリオ「首領の秘密に迫れ!」「ゲルショッカー首領の最期!」に登場。

## 関連組織
ショッカー
『仮面ライダー』第79話まで登場したゲルショッカーの前身組織。
ブラック将軍やディー博士は、平成仮面ライダーシリーズではショッカーの大幹部として登場。

デストロン
『仮面ライダーV3』における敵組織。ゲルショッカー同様、ショッカー首領が作り上げた組織。第27話・第28話でブラック将軍を再生させる。
デルザー軍団
『仮面ライダーストロンガー』に登場する秘密結社。劇中終盤に登場する岩石大首領が、ショッカーからブラックサタンまでの歴代組織を支配していたことを示唆する発言をしている。
バダン帝国
『仮面ライダーZX』に登場する秘密結社。テレビスペシャル『10号誕生!仮面ライダー全員集合!!』においては、地獄大使のいとこであり、元ショッカーの改造人間である暗闇大使が指揮を執っていたり、過去の悪の組織の怪人を再生している（デストロンのカミソリヒトデ・ゲドンの獣人大ムカデ・ネオショッカーのガメレオジン・ドグマのカマギリガンとカメレキング）といった関連が見られるが、組織として継続性があるのかは不明。組織を裏で支配していたバダン総統も、これまでの悪の組織やその首領とどのような関係があるのかは明らかになっていない。なお、漫画『仮面ライダーSPIRITS』では「BADAN」の名で、時空魔法陣の力によってゲルショッカーの怪人軍団たちを再生させ、関西地方を支配する。

### 平成仮面ライダーシリーズとの関連
- テレビ番組『仮面ライダーオーズ/OOO』に登場するライオンクラゲヤミーはゲルショッカー怪人をコンセプトとしている[155]。
- 映画『スーパーヒーロー大戦GP 仮面ライダー3号』に登場するチーターカタツムリは、劇中ではショッカー所属の怪人だが、ゲルショッカー怪人をコンセプトとしている[156]。
- 『dビデオスペシャル 仮面ライダー4号』に登場するアリマンモスは、劇中ではショッカー所属の怪人だが、ゲルショッカー怪人をイメージしている[156]。